# Daniel Ros Gómez
Daniel Ros Gómez (Catral, 8 de noviembre de 1993) es un deportista español que compite en taekwondo.
En los Juegos Europeos de Bakú 2015 consiguió una medalla de bronce en la categoría de +80 kg. Ganó una medalla de plata en el Campeonato Europeo de Taekwondo de 2018, en la categoría de –87 kg.

## Palmarés internacional
| Juegos Europeos    | Juegos Europeos   | Juegos Europeos   | Juegos Europeos |
| Año                | Lugar             | Medalla           | Categoría       |
| ------------------ | ----------------- | ----------------- | --------------- |
| 2015               | Bakú (Azerbaiyán) | Medalla de bronce | +80 kg          |
| Campeonato Europeo |                   |                   |                 |
| Año                | Lugar             | Medalla           | Categoría       |
| 2018               | Kazán (Rusia)     | Medalla de plata  | –87 kg          |